# 奧德爾鎮區 (伊利諾伊州利文斯頓縣)
奧德爾鎮區（英語：Odell Township）是位於美國伊利諾伊州利文斯頓縣的一個行政鎮區。

## 地方資料
根據2010年美國人口普查的數據，奧德爾鎮區的面積為93.40平方千米，當中陸地面積為93.30平方千米，而水域面積為0.10平方千米。當地共有人口1212人，而人口密度為每平方千米12.98人。